# Aquilegia viscosa
Aquilegia viscosa là một loài thực vật có hoa trong họ Mao lương. Loài này được Gouan mô tả khoa học đầu tiên năm 1765.